# インディアス新法

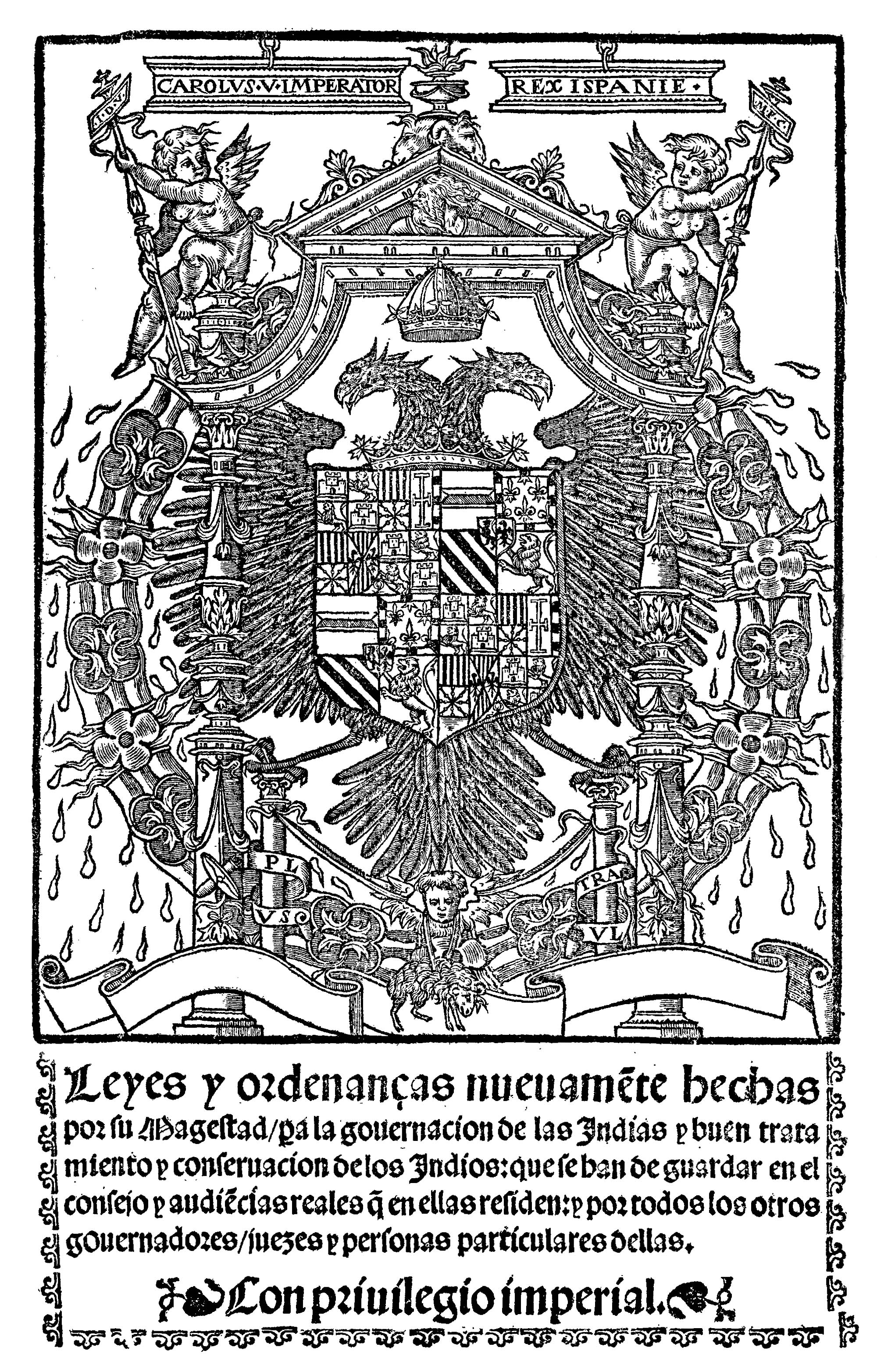
"Leyes Nuevas"の表紙、1542年

インディアス新法（インディアスしんぽう、スペイン語：Leyes Nuevas、Leyes y ordenanzas nuevamente hechas por su Majestad para la gobernación de las Indias y buen tratamiento y conservación de los Indios）は、1542年11月20日に神聖ローマ皇帝カール5世（スペイン王カルロス1世）によって発布された、スペインによるアメリカ大陸の植民地化に関する法律である。この法律はドミニカ会修道士バルトロメ・デ・ラス・カサス等からの陳情や改革を求める声を受けて、エンコメンデロス（管財人）によるアメリカ大陸の先住民の搾取や虐待を防ぐために、先住民の集団に対する権力や支配力を厳しく制限することを目的としたものである。
インディアス新法に反発してペルーでゴンサロ・ピサロが反乱を起こした。1546年にペルー副王ブラスコ・ヌニェス・ヴェラの率いる軍を打ち破ったが、1548年にピサロは降伏し処刑された。

## 成立の背景
インディアス新法は、1512年12月27日にアラゴン王フェルナンド2世が発布したブルゴス法（Leyes de Burgos）に反発した改革運動の成果である。スペイン人と新大陸の先住民との健全な関係を規定するために作られた初めての法律であり、新世界における最初の人道的な法律とみなされている。

## 要旨
- 統治者にはアメリカ先住民（法律ではインディアンと呼ばれる）の幸福のために配慮し、保護する義務があること。
- 戦争、反乱、救援を求めるため、その他のいかなる理由であっても、将来にわたって奴隷にしてはならないこと。
- 現在奴隷になっているアメリカ先住民は直ちに解放されなければならないこと。
- 意思に反して、あるいは正当な対価を与えずに、アメリカ先住民に仕事をさせるという悪習慣は、直ちに止めなければならないこと。
- 真珠を獲るために遠隔地に連れて行ってはならないこと。
- 総督だけが先住民をエンコミエンダに託す権利を持っていること。エンコミエンダ設立の禁止には、すべての宗教団体、病院、共同体、公共団体も含まれること。
- 当初の征服者に与えられていた（エンコメンデロスとしての）「分配」は、エンコメンデロス（管財人）の死後直ちに停止され、先住民は自由な臣民として王室に服従すること[2]。